# Burgstall Gnadenberg
Der Burgstall Gnadenberg bezeichnet eine abgegangene Höhenburg etwa 150 m nördlich des abgegangenen Klosters Gnadenberg, das sich wiederum im Pfarrdorf Gnadenberg befindet, einem Gemeindeteil der oberpfälzischen Gemeinde Berg bei Neumarkt in der Oberpfalz im Landkreis Neumarkt in der Oberpfalz. Die Anlage wird als Bodendenkmal unter der Aktennummer D-3-6634-0066 als „mittelalterlicher Burgstall“ geführt.

## Beschreibung
Der Burgstall liegt im Gnadenberger Wald und ist heute von Bäumen bestanden. Die etwa kreisförmige Anlage hat einen Durchmesser von ca. 45 m. Ein Randgraben ist erkennbar, in der Mitte der Anlage ist eine Eingrabung vorhanden.